# Пинега
Пѝнега е река в североизточната част на Европейска Русия, втори по големина (десен) приток на Северна Двина. Дължината ѝ е 779 km, която ѝ отрежда 75-о място по дължина в Русия. Протича изцяло на територията на Архангелска област.
Река Пинега се образува от сливането на реките Черна (40 km, лява съставяща) и Бяла (44 km, дясна съставяща) в югоизточната част на Архангелска област, на 135,2 m н.в. В горното си течение тече в северна посока, в средното – в северозападна, а в долното – на югозапад, като образува голямо коляно, обърнато на север. По цялото си протежение протича в гъсто залесена широка долина. В долното течение ширината на коритото ѝ е 190 – 200 m, дълбочината – 4 m, скоростта на течението – 0,4 m/s, а дъното ѝ е каменисто. Влива се отдясно в река Северна Двина при нейния 137 km, при село Уст Пинега, на 0,9 m н.в.
Водосборният басейн на река Пинега обхваща площ от 42 600 km2 и представлява 11,93% от водосборния басейн на река Северна Двина. Простира се на територията на Република Коми и Архангелска област.
Водосборният басейн на реката граничи със следните водосборни басейна:
- на север – водосборният басейн на река Кулой;
- на североизток и изток – водосборният басейн на река Мезен;
- на юг и югозапад – водосборните басейни на по-малки реки, десни притоци на Северна Двина);.

Река Пинега получава около 80 притока с дължина над 20 km, от които 7 са дължина над 100 km.
Леви притоци – Вия (181 km, 2710 km2), Юла (250 km, 5 290 km2, най-голям приток), Покшенга (170 km, 4 960 km2);
Десни притоци – Илеша (204 km, 2250 km2), Шоча (120 km, 993 km2, Явзора (101 km, 528 km2, Ежуга (165 km, 2 850 km2.
Пълноводието на реката е през май и юни. Среден годишен отток на 125 km от устието – 375 m3/s, на 660 km от устието – 34 m3/s, на 536 km от устието – 101 m3/s, на 394 km от устието – 174,5 m3/s. Замръзва в средата на ноември, а се размразява в края на април.
Средномесечен отток на река Пинега (m3/s) (на 125 km от устието) от 1914 по 1999 г.
По течението на реката са разположени около 40 – 50 села, по-големи от които са: Новолавела, Карпогори (районен център), Пинега и Уст Пинега.
Реката е плавателна до село Согра, на 654 km от устието, а по други данни – до 580 km.